# ولایت ایزومو

نقشه ژاپن در سال ۱۸۶۸ میلادی. این ولایت با رنگ تیره مشخص شده‌است.

ولایت ایزومو (به ژاپنی: 出雲国 Izumo-no-kuni) یکی از ولایت‌ها در تقسیم‌بندی کشوری قدیم ژاپن بود.